# Cattedrale di San Columba (Youngstown)
La cattedrale di San Columba (in inglese: Cathedral of St. Columba) è una cattedrale cattolica situata a Youngstown, in Ohio, Stati Uniti d'America. La cattedrale è sede della diocesi di Youngstown.

## Storia

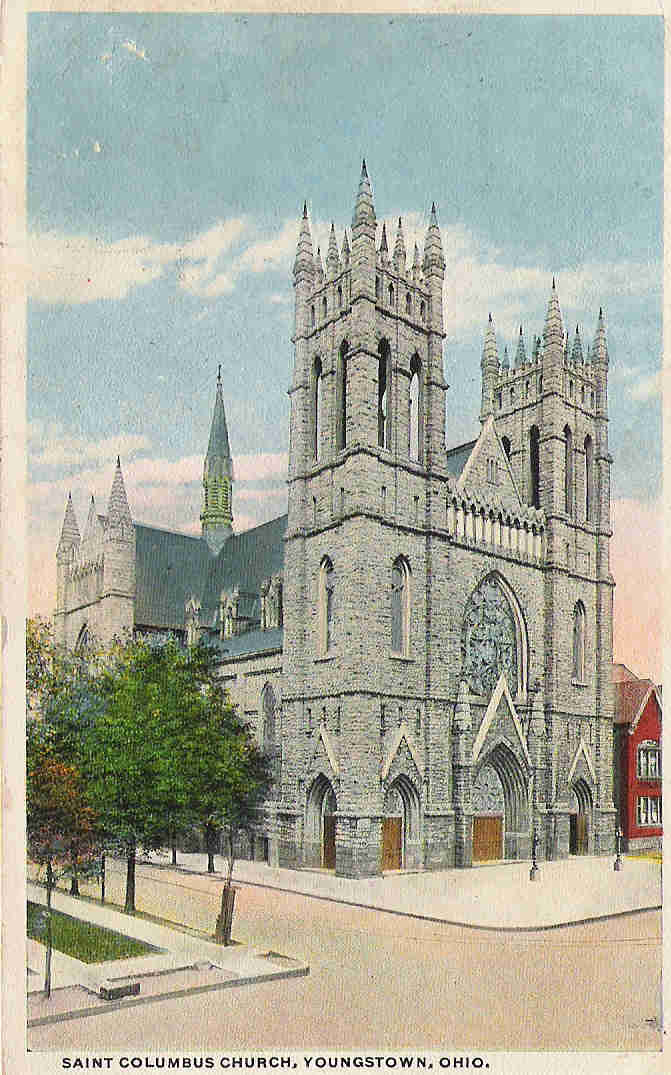
La cattedrale andata distrutta nell'incendio del 1954

La prima chiesa fu completata nel 1853. La parrocchia crebbe rapidamente e si rese necessaria la costruzione di una chiesa più grande. Il secondo edificio fu completato nel 1868, ma anch'esso in breve tempo non fu in grado di contenere la comunità di fedeli in crescita. Una terza chiesa fu costruita e inaugurata nel 1897. Fu consacrata dal vescovo Ignatius Horstmann nel 1903. Il precedente edificio fu demolito nel 1940.
Con l'erezione della diocesi di Youngstown per volere di papa Pio XII il 15 maggio 1943 la chiesa di San Columba è stata elevata a cattedrale della nuova diocesi. Il 2 settembre 1954 la cattedrale è stata distrutta da un incendio. Una nuova cattedrale in stile moderno, su progetto degli architetti Diehl and Diehl di Detroit, è stata completata nel 1958, divenendo la quarta chiesa della parrocchia. La prima messa nella cattedrale è stata celebrata nel 1964.